# Zhu Da

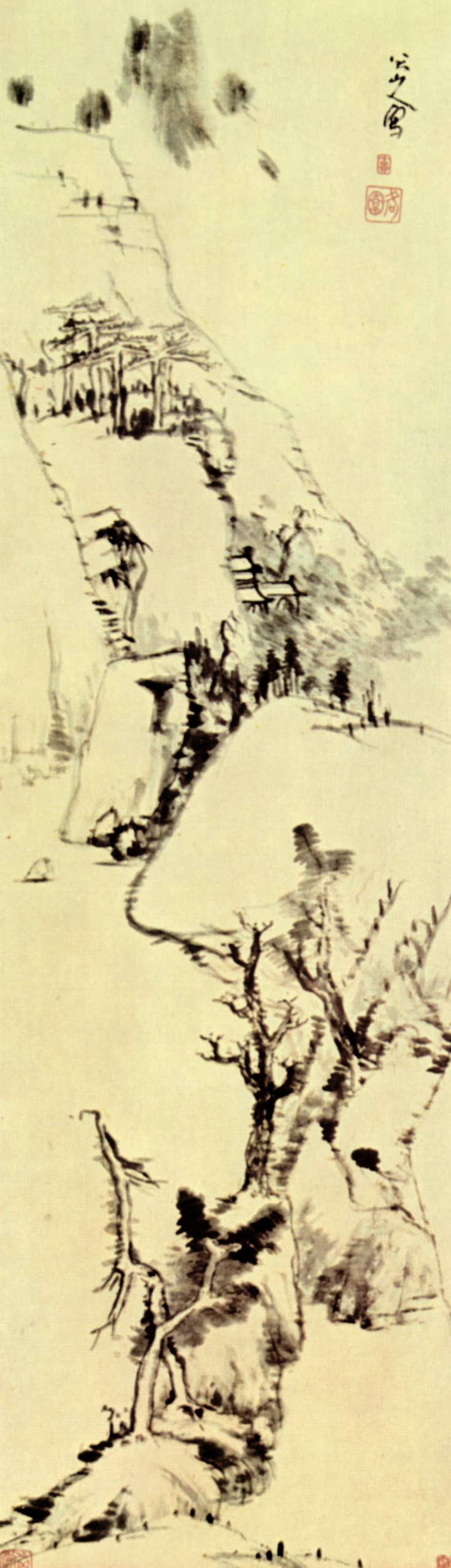
Zhu Da, Pejzaż górski. Zbiory klasztoru Shōkoku-ji w Kyoto

Zhu Da (chiń. 朱耷; pinyin Zhū Dā), także Zhu Tongluan (chiń. 朱統鑾; pinyin Zhū Tǒngluán), znany powszechnie jako Bada Shanren (chiń. 八大山人; pinyin Bādà Shānrén; ur. 1625 lub 1626 w Nanchangu, zm. 1705) – pochodzący z rodziny arystokratycznej chiński mnich buddyjski, słynny kaligraf i malarz, tworzący we wczesnych latach dynastii Qing.

## Życiorys
Był potomkiem obalonej przez Mandżurów cesarskiej dynastii Ming. Po śmierci ojca wstąpił w 1648 roku do klasztoru chan. Otrzymał przekaz Dharmy w tradycji caodong od mistrza Yingxue Hongmina (1606-1671); jego imię Dharmy brzmiało Ren’an Chuanqing (仁庵傳綮). Zgodnie z przekazami pewnego dnia podarł i spalił swoją szatę mnisią, żyjąc odtąd w skrajnej ascezie pomiędzy budami targowiska. Uznany za szaleńca został wtrącony w 1678 roku na pięć lat do więzienia, po wyjściu na wolność wrócił do klasztoru i zaczął malować.

### Działalność artystyczna
Zhu Da zaliczany jest do mistrzów w dziedzinie tradycyjnego malarstwa ekspresyjnego (chiń. 大寫意; pinyin dà xiěyì), w którym plamy tuszu na tzw. surowym papierze przybierały kształt określonych elementów ostatecznej kompozycji. Obok Shitao uważany za jednego z najwybitniejszych malarzy XVII w.
Tematem jego obrazów są pejzaże, kamienie, rośliny, ptaki. Styl Zhu Da cechuje się awangardowym podejściem do technik malarskich. Malował szybko, rozmazując mokrą plamę tuszu lub cienkimi, łamanymi pociągnięciami pędzla.
Jeden z trzech najbardziej wpływowych artystów późnego okresu malarstwa chińskiego (pozostali dwaj to Shitao i Kun Can). Był wielkim mistrzem kompozycji – jego obrazy charakteryzują się pozorną naturalnością, skrywającą wielką precyzję aranżacji elementów. Doskonale potrafił posłużyć się pustą przestrzenią na obrazach, dorównując pod tym względem mistrzom malarstwa chan z okresu songowskiego, takim jak Liang Kai.
Wiele jego obrazów, zwłaszcza pejzaży, robi wrażenie szkiców, ale charakteryzują się świetnym wyczuciem rysunku, niezwykle trudnym do naśladowania. Szkice te wykonane są szybką, pozornie naturalną i niedbałą kreską, o wielkiej sile i zdecydowaniu.
Wśród często podejmowanych przez niego tematów są ptaki – z niejasnych powodów zawsze sprawiające wrażenie posępnych, w złym humorze, lub wręcz wściekłych.

## Galeria

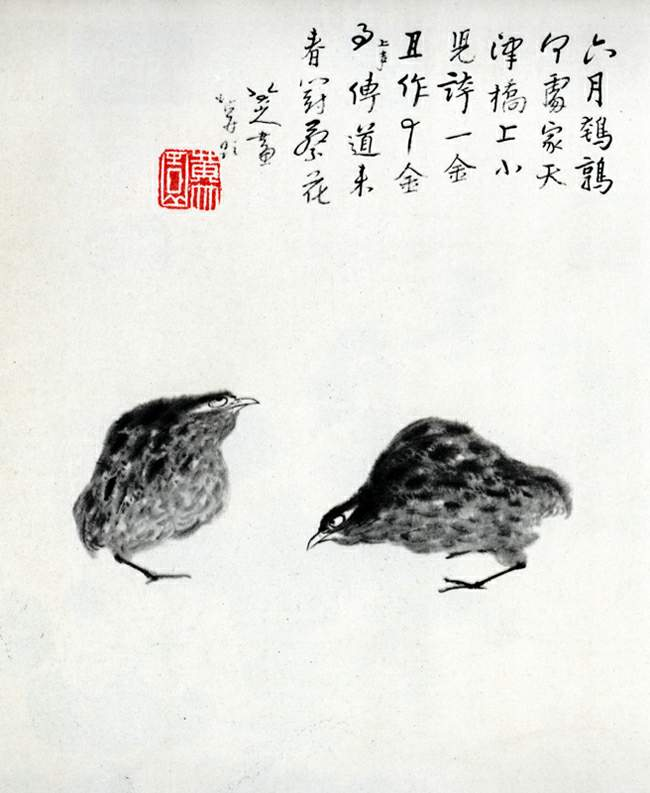
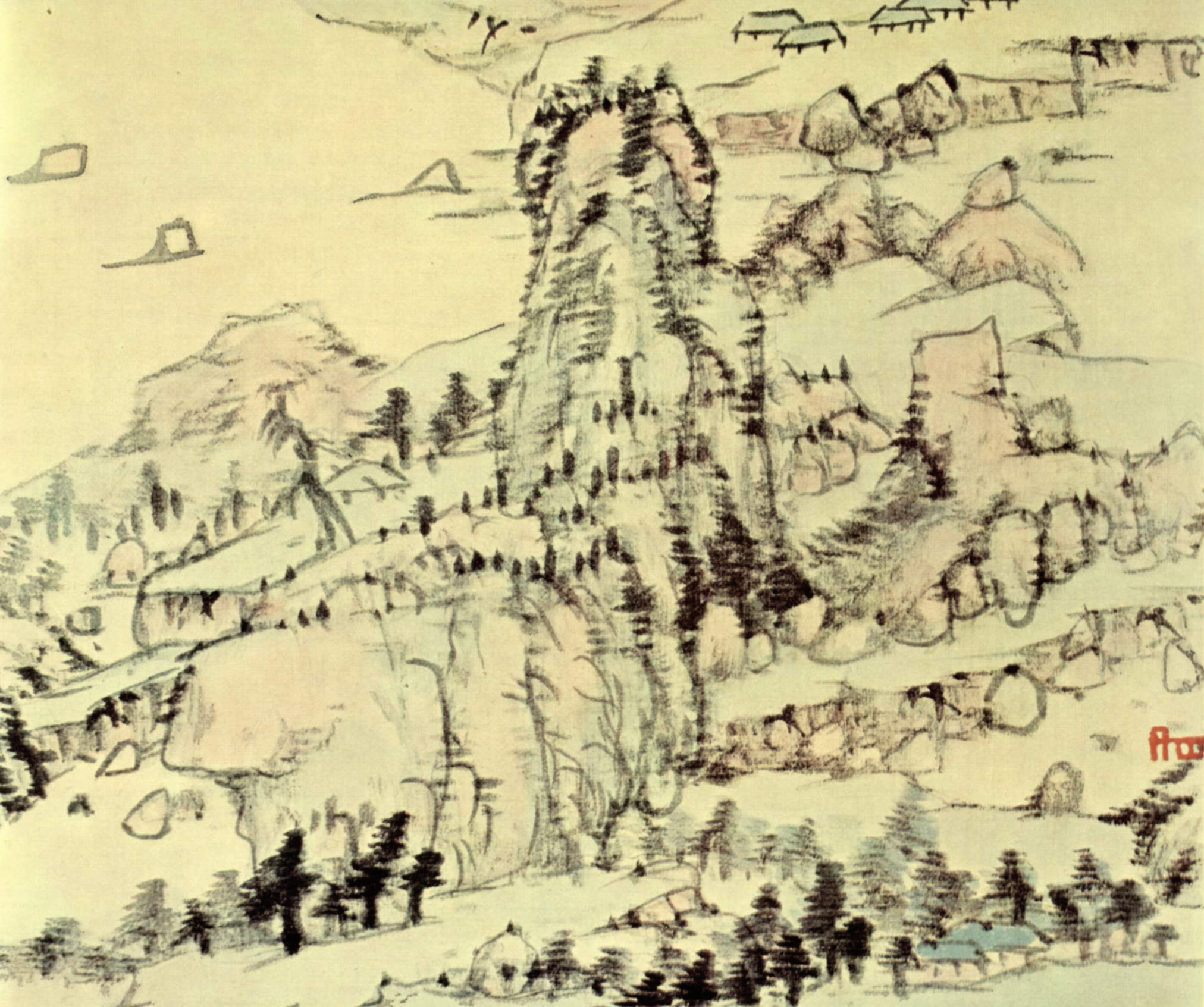
Krajobraz. Honolulu Museum of Art
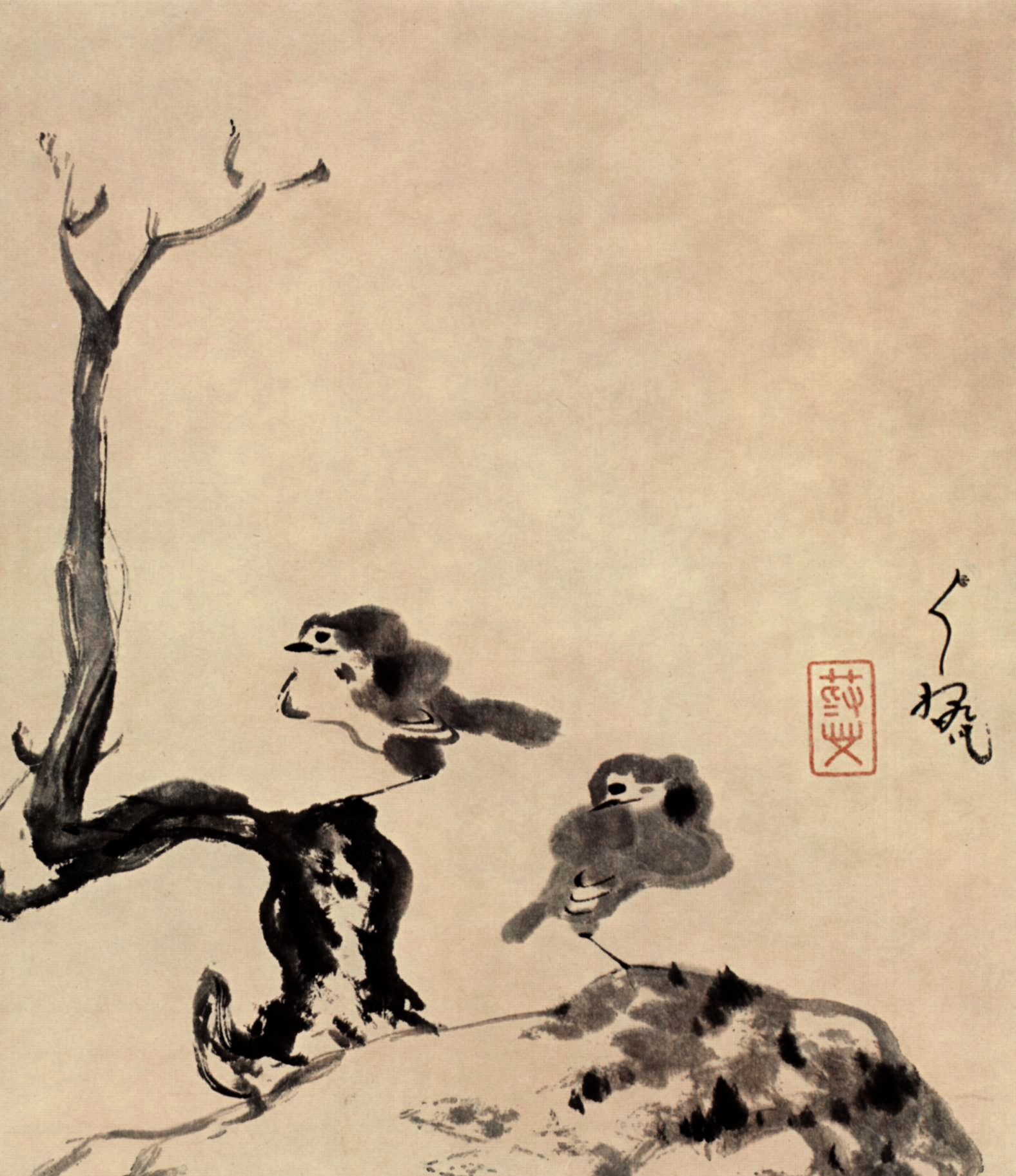
Dwa ptaki. Sen-oku Hakuko Kan w Kioto
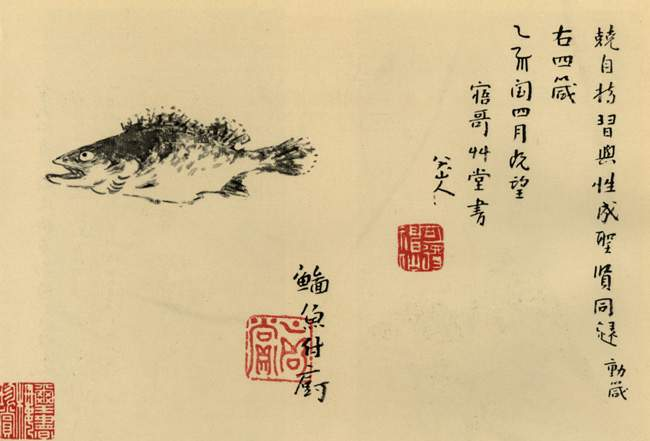
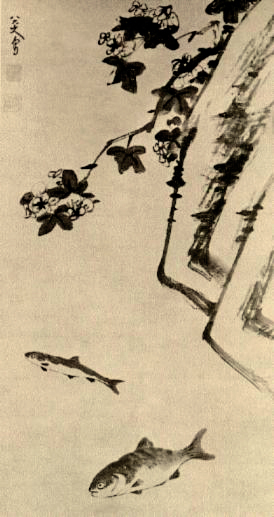